# 魔女のお茶会
『魔女のお茶会』（まじょのおちゃかい）は、2002年9月27日にフロントウイングより発売された18禁恋愛アドベンチャーゲーム。
NECインターチャネルより2003年6月25日にドリームキャスト版が、また英語版はヒラメキインターナショナルより2004年8月6日に『Tea Society of a Witch』のタイトルでDVDPGのみ発売されている。さらに、インターチャネルではFOMA900i/901iシリーズ専用ゲームサイト「@インターチャネル」でFOMA向けに携帯版を配信している。

## ストーリー
かつて人間と共存していた魔法使いたち。しかし魔法の力を恐れる人間たちによる迫害から逃れるため、彼らは魔法世界へと姿を消した。
それから数百年が経ち、魔法使いは再び人間たちとの交流を考え始め、双方の架け橋となるべく、若い魔女たちは人間界へと修行に送り出される。

## システム
コマンド選択式のアドベンチャーゲーム。途中までが共通パートで、ある日付を境にバッドエンドや個別のストーリーになる。共通パートではマップ上にヒロインのチップキャラが表示され、主人公の行き先を指定することでそのキャラクター中心のイベントが起こる。 
CG閲覧モードはニー・メグミ・ドリル・ポニカ・マナムの5項目にカテゴリ分けされており、ナナやアキヲのCGはマナムの項目に便乗されている。

## 登場キャラクター
ノナカ ロクスケ
声 : 神谷浩史（ドラマCDのみ）
主人公。乱暴で口は悪いが根はいい奴。割とマメな性格で、家事等もそつなくこなす。
ニー
声 : 新千恵子
人間界へ修行に来た魔女。天真爛漫だが、ドジで落ちこぼれ。簡単な初級魔法もできず、ホウキにすら乗れないにもかかわらず、なぜか留学が認められている。
ユウヒ メグミ
声 : 井上美紀
主人公の幼なじみ。学校ではしっかり者で通っているが、家ではかなりのグウタラで毎朝主人公に起こしてもらっている。
ドリル
声 : 西原久美子
人間界へ修行に来た魔女。大企業のお嬢様で魔法薬のエキスパートである。飼い犬のポチに暴力を振るうなどヒステリックな一面を持つ。
ポチ
ドリルの飼い犬。魔法の実験台や暴力のはけ口にされるなど、苦労が絶えない。
ポニカ
声 : 宇和川恵美
人間界へ修行に来た魔女。魔法学校での成績はトップクラス。沈着冷静でドライな性格をしている。合理主義的で、自分のことでさえ他人事のように話す。
マナムラ マナム
声 : 嶋方淳子
主人公のクラスメイト。大人しくて引っ込み思案。おまけに図書委員と三拍子揃っている。気が弱い自分を変えたいと思っている。
ナナ
ファミレスのアルバイト。明るく、色々な意味で突き抜けた性格。事ある毎に主人公に干渉しようとする。
アキヲ
声 : 佐久間紅美
上級魔女で、魔女達の引率役として人間界へ来た一方、かなりいい加減でアバウトな性格をしている。
過去に人間界に修行に来た経験が有り、恩人探しなどもしている。
オキバ キシオ
主人公のクラスメイト。金持ちで文武両道である反面、性格が悪い。女子に優しく男子に厳しい学級委員で金持ちの坊ちゃん。
選定委員（せんていいいん）
上級魔法使いで、問題児のニーを監視しに人間界を訪れている。かなりの高齢で、人間に対しては否定的。
アイちゃん
声 : こやまきみこ
ニーたちのクラスメイト。ボーイッシュな性格だが家庭的な一面も。本編では名前のみの存在だが、ドラマCDのみ登場。

## スタッフ
- シナリオ: 桑島由一・藤崎竜太
- 原画: 御機械屋
- 音楽: FEEL

## ボーカル曲
- OP: 「Only Your Witch」
作詞: 桑島由一
作編曲: 上松範康
ボーカル: U
- ニーED: 「CHANGE OF LIFE」
作詞: 桑島由一
作編曲: ZEN
ボーカル: U
- メグミED: 「TOO LATE」
作詞: 桑島由一
作編曲: 藤間仁
ボーカル: 佐藤裕美
- ドリルED: 「恋」
作詞: 桑島由一
作編曲: 上松範康
ボーカル: YURIA
- ポニカED: 「BITE」
作詞: 桑島由一
作編曲: ZEN
ボーカル: 桃井はるこ
- マナムED: 「とおせんぼ」
作詞: 桑島由一
作編曲: 上松範康
ボーカル: YURIA

DC版追加曲
- アキヲED: 「Extensions」
作詞: 桃井はるこ
作曲: 桃井はるこ
編曲: 小池雅也
ボーカル: UNDER17

## CD
ゲームサウンドトラック
- 魔女のお茶会オリジナルサウンドトラック（CATS）

ドラマCD
- 魔女のお茶会ドラマCD vol.1（フロントウイング）
- 魔女のお茶会ドラマCD vol.2（フロントウイング）
- 魔女のお茶会ドラマCD vol.3（フロントウイング）